# Maxime Roos
 (juin 2018).
Si vous disposez d'ouvrages ou d'articles de référence ou si vous connaissez des sites web de qualité traitant du thème abordé ici, merci de compléter l'article en donnant les références utiles à sa vérifiabilité et en les liant à la section « Notes et références ».
Maxime Roos, né le 24 mars 1995 à Clamart en France, est un joueur français de basket-ball. Il évolue au poste d'ailier.

## Biographie
Né à Clamart le 24 mars 1995, Maxime Roos a grandi à Maurepas (Yvelines), évoluant d’abord au sein du BCM (Basket-ball Club Maurepas) puis au club du Chesnay Versailles à l’adolescence. 
Il est repéré à l’âge de 18 ans par le club Paris-Levallois, où il intègre l’équipe espoirs durant trois ans auprès d’Emmanuel Pinda. Ils remporteront d’ailleurs le Trophée du Futur en 2016. 
La saison suivante (2016-2017), il est prêté par le Paris-Levallois au club de Blois (Pro B). 
Atteint d'une pubalgie bilatérale, il ne joue aucun match en saison régulière : il est opéré puis engagé dans un processus de rééducation.
Lors de la saison suivante (2017-2018), Maxime Roos fait son retour sur les parquets de Pro A au sein du club rebaptisé Levallois Metropolitans. Il trouve sa place dans la rotation et fait progresser ses statistiques, et compte 13 apparitions dans le cinq majeur en 2018-2019.
La saison 2019-2020 est marquée par une blessure qui le tient éloigné des terrains pendant quelques mois et ne lui permet pas de s'exprimer complètement, d'autant plus que la compétition doit s'arrêter prématurément en raison de la Pandémie de Covid-19.
La saison 2020-2021 commence sous les meilleurs auspices pour Maxime Roos, avec un temps de jeu encore en hausse, de même que ses statistiques. Le 7 novembre 2020, il prend une part prépondérante à la victoire en fin de rencontre sur Pau-Lacq-Orthez, en égalant son record de 5 tirs à trois points dans le même match, en 26 minutes de jeu.
En février 2021, il est sélectionné pour la première fois en équipe de France pour une fenêtre de qualification à l'Eurobasket 2022. Il honore sa première titularisation lors de la victoire contre la Grande-Bretagne le 22 février et se montre performant avec 9 points en 12 minutes.
Le 23 juin 2021, il s'engage pour deux saisons avec la JL Bourg, mais n'en fera qu'une afin de rejoindre la Chorale de Roanne.

## Statistiques

### En championnat
| Saison  | Équipe           | Ligue      | Matches | 5 Majeur | Minutes | % Tirs  | % 3-pts | % L-F  | Rbds | Pass dec | Int | Crt | B.p. | Fautes | Pts |
| ------- | ---------------- | ---------- | ------- | -------- | ------- | ------- | ------- | ------ | ---- | -------- | --- | --- | ---- | ------ | --- |
| 2015-16 | Metropolitans 92 | Jeep Élite | 1       | 0        | 5       | 100,0 % | 100,0 % | 0,0 %  | 0,0  | 1,0      | 0,0 | 0,0 | 0,0  | 1,0    | 3,0 |
| 2017-18 | Metropolitans 92 | Jeep Élite | 33      | 2        | 12      | 42,9 %  | 26,8 %  | 50,0 % | 1,6  | 0,6      | 0,4 | 0,7 | 0,6  | 1,4    | 3,2 |
| 2018-19 | Metropolitans 92 | Jeep Élite | 32      | 13       | 17      | 42,4 %  | 33,3 %  | 52,6 % | 2,1  | 0,7      | 0,4 | 0,6 | 0,7  | 1,8    | 4,9 |
| 2019-20 | Metropolitans 92 | Jeep Élite | 8       | 0        | 11      | 52,4 %  | 38,5 %  | 57,1 % | 1,3  | 0,3      | 0,1 | 0,5 | 0,3  | 1,8    | 3,9 |

### En Coupes d'Europe
| Saison  | Équipe           | Ligue     | Matches | 5 Majeur | Minutes | % Tirs | % 3-pts | % L-F  | Rbds | Pass dec | Int | Crt | B.p. | Fautes | Pts |
| ------- | ---------------- | --------- | ------- | -------- | ------- | ------ | ------- | ------ | ---- | -------- | --- | --- | ---- | ------ | --- |
| 2017-18 | Metropolitans 92 | EuroCoupe | 10      | 3        | 14      | 28,3 % | 28,6 %  | 60,0 % | 2,3  | 0,9      | 0,3 | 0,6 | 1,1  | 2,3    | 3,3 |